# David Zwirner Gallery

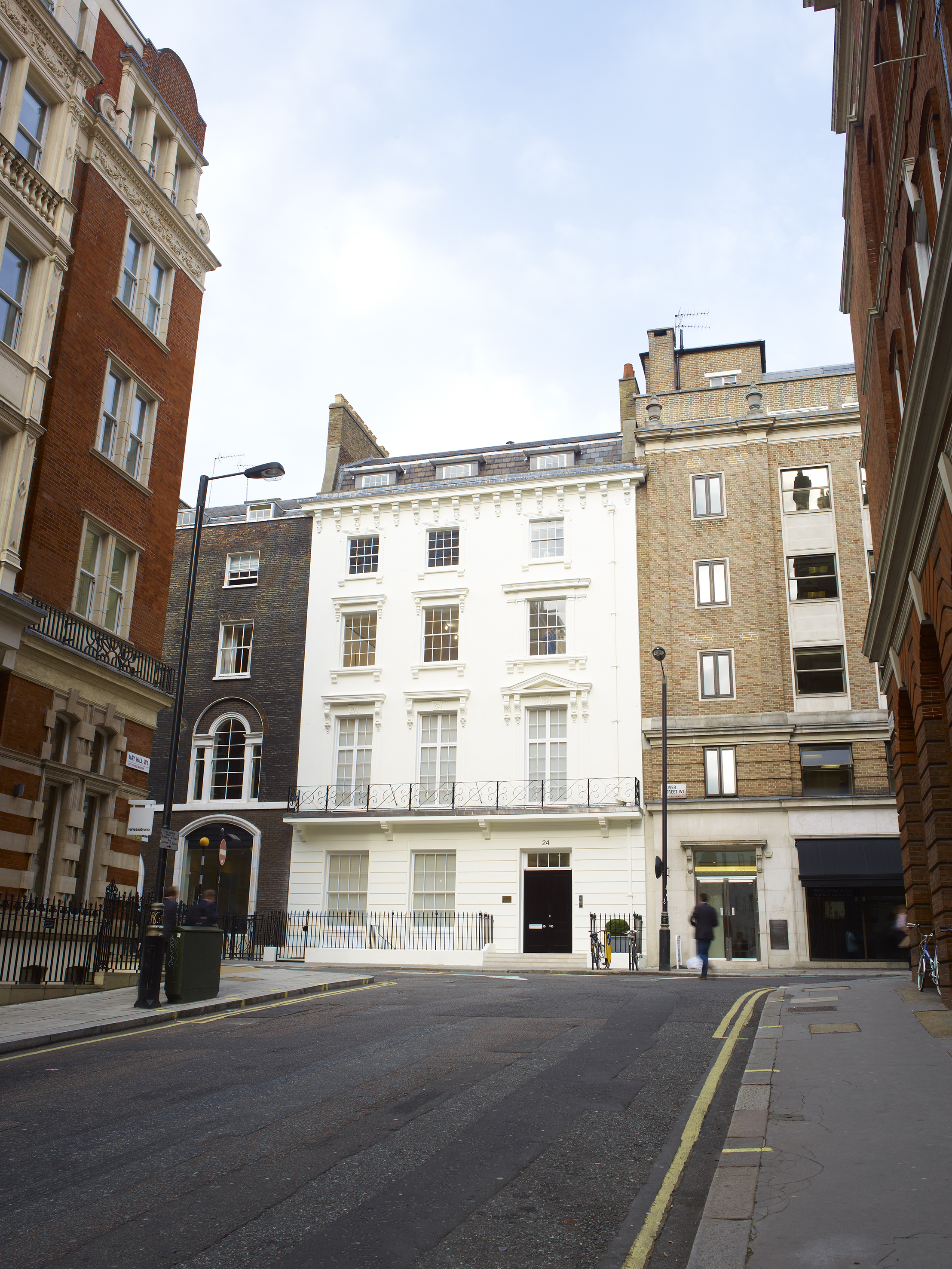
David Zwirner Gallery

De David Zwirner Gallery is een galerie voor hedendaagse kunst in New York. Onder de kunstenaars die vertegenwoordigd worden door David Zwirner Gallery bevinden zich Luc Tuymans, Neo Rauch, Stan Douglas, Raymond Pettibon, On Kawara, Lisa Yuskavage, Chris Ofili, Francis Alÿs, Michaël Borremans en Marcel Dzama. 
De David Zwirner Gallery werd opgericht in 1992 en opende haar deuren in februari 1993 op de begane grond van 43 Greene Street in SoHo. In 2002 verhuisde de galerie naar 525 West 19th Street in Chelsea. Vier jaar later, in 2006, is ze uitgebreid van 930 tot 2.800 vierkante meter door het toevoegen van ruimtes aan de 519 en 533 West 19th Street, waardoor de galerie drie onafhankelijke gelijktijdige volwaardige  tentoonstellingen kan opstellen. De activiteiten van David Zwirner zijn onlangs uitgebreid met het publiceren van catalogi en boeken. In 2007 produceerde hij samen met Steidl tentoonstellingscatalogi, te beginnen met Jason Rhoades, Chris Ofili, Marcel Dzama en Neo Rauch. 
David Zwirner geeft ook leiding aan Zwirner & Wirth, gelegen op 32 E. 69th Street, met een focus op de secundaire markt. Zwirner & Wirth vertegenwoordigt de nalatenschap van Fred Sandback en het Domein van Al Taylor. De galerie laat werk van moderne en hedendaagse kunstenaars zien. 
David Zwirner vertegenwoordigt de volgende artiesten: Adel Abdessemed; Tomma Abts; Francis Alÿs; Mamma Andersson; Michaël Borremans; Robert Crumb; Raoul De Keyser; Philip-Lorca diCorcia; Stan Douglas; Marlene Dumas; Marcel Dzama; Suzan Frecon, Isa Genzken, On Kawara; Rachel Khedoori; Toba Khedoori; de nalatenschap van Gordon Matta-Clark; John McCracken; de nalatenschap van Alice Neel; Jockum Nordström; Chris Ofili; Raymond Pettibon; Neo Rauch; de nalatenschap van Jason Rhoades; Daniel Richter ; Michael Riedel; Thomas Ruff; Katy Schimert; Yutaka Sone; Diana Thater; Luc Tuymans; James Welling; Christopher Williams; Sue Williams; Yan Pei-Ming en Lisa Yuskavage.